# Хрватска на Европском првенству у атлетици на отвореном 2010.
Хрватска је учествовала на Европском првенству 2010. одржаном у Барселони, Шпанија, од 27. јула до 1. августа са 12 спортиста (7 мушкараца и 5 жена), који су се такмичили у седам дисциплине.
Највећи успех постигле су Бланка Влашић (скок увис) и Сандра Перковић (бацање диска) које су освојиле прва места и постале првакиње Европе. Добар резултат је постигао и бацач кугле Неџад Мулабеговић који је резултатом од 20,56 метара освојио шесто место и поставио нови лични рекорд.
У укупном пласману Хрватска је заузела 10 место од 50 земаља учесница првенства.

## Учесници
| Дисциплина     | Мушкарци                                | Жене                       | Укупно |
| -------------- | --------------------------------------- | -------------------------- | ------ |
| 100 м          | Дарио Хорват                            |                            | 1      |
| 110 м препоне  | Јурица Грубашић                         |                            | 1      |
| 400 м препоне  |                                         | Николина Хорват            | 1      |
| Скок увис      |                                         | Бланка Влашић Ана Шимић    | 2      |
| Бацање кугле   | Неџад Мулабеговић                       |                            | 1      |
| Бацање диска   | Мартин Марић Роланд Варга Марин Премеру | Сандра Перковић Вера Бегић | 5      |
| Бацање кладива | Андраш Хаклич                           |                            | 1      |
| Укупно         | 7                                       | 5                          | 12     |

## Освајачи медаља

### Злато
- Бланка Влашић - скок увис
- Сандра Перковић - бацање кладива

## Резултати

### Мушкарци
Трчања
| Атлетичарка     | Дисциплина    | Лични рекорд | Група          | Група                                       | Полуфинале     | Полуфинале     | Финале           | Финале           | Финале           | Детаљи                                |
| Атлетичарка     | Дисциплина    | Лични рекорд | Резултат       | Место                                       | Резултат       | Место          | Резултат         | Заостатак        | Место            | Детаљи                                |
| --------------- | ------------- | ------------ | -------------- | ------------------------------------------- | -------------- | -------------- | ---------------- | ---------------- | ---------------- | ------------------------------------- |
| Дарио Хорват    | 100 м         | 10,45        | Није стартовао | Није стартовао                              | Није стартовао | Није стартовао | Није стартовао   | Није стартовао   | Није стартовао   |                                       |
| Јурица Грубашић | 110 м препоне | 13,54        | 13,69          | 13/30 Архивирано на веб-сајту (9. јун 2012) | Није завршио   | Није завршио   | Није се пласирао | Није се пласирао | Није се пласирао | Архивирано на веб-сајту (9. јун 2012) |

Техничке дисцилине
| Атлетичар         | Дисциплина     | Лични рекорд | Квалификације | Квалификације                               | Финале           | Финале           | Финале           | Детаљи                                 |
| Атлетичар         | Дисциплина     | Лични рекорд | Резултат      | Место                                       | Резултат         | Заостатак        | Место            | Детаљи                                 |
| ----------------- | -------------- | ------------ | ------------- | ------------------------------------------- | ---------------- | ---------------- | ---------------- | -------------------------------------- |
| Неџад Мулабеговић | Бацање кугле   | 20,31        | 20,01         | 7/27 Архивирано на веб-сајту (9. јун 2012)  | 20,56 ЛР         | 0,45             | 6/12             | Архивирано на веб-сајту (12. јун 2012) |
| Мартин Марић      | Бацање диска   | 64,74        | 62,27         | 11/32 Архивирано на веб-сајту (9. јун 2012) | 62,53            | 6,35             | 10/12            | Архивирано на веб-сајту (12. јун 2012) |
| Роланд Варга      | Бацање диска   | 67,38        | 61,55         | 14/32                                       | Није се пласирао | Није се пласирао | Није се пласирао | Архивирано на веб-сајту (9. јун 2012)  |
| Марин Премеру     | Бацање диска   | 63,38        | 58,03         | 30/32                                       | Није се пласирао | Није се пласирао | Није се пласирао | Архивирано на веб-сајту (9. јун 2012)  |
| Андраш Хаклич     | Бацање кладива | 80,41        | 70,84         | 21/25                                       | Није се пласирао | Није се пласирао | Није се пласирао | Архивирано на веб-сајту (6. јун 2012)  |

### Жене
Трчања
| Атлетичарка     | Дисциплина    | Лични рекорд | Група    | Група | Полуфинале        | Полуфинале        | Финале            | Финале            | Финале            | Детаљи                                |
| Атлетичарка     | Дисциплина    | Лични рекорд | Резултат | Место | Резултат          | Место             | Резултат          | Заостатак         | Место             | Детаљи                                |
| --------------- | ------------- | ------------ | -------- | ----- | ----------------- | ----------------- | ----------------- | ----------------- | ----------------- | ------------------------------------- |
| Николина Хорват | 400 м препоне | 56,28        | 56,64    | 13/24 | Није се пласирала | Није се пласирала | Није се пласирала | Није се пласирала | Није се пласирала | Архивирано на веб-сајту (6. јун 2012) |

Техничке дисцилине
| Атлетичарка     | Дисциплина   | Лични рекорд | Квалификације | Квалификације                               | Финале            | Финале            | Финале            | Детаљи                                 |
| Атлетичарка     | Дисциплина   | Лични рекорд | Резултат      | Место                                       | Резултат          | Заостатак         | Место             | Детаљи                                 |
| --------------- | ------------ | ------------ | ------------- | ------------------------------------------- | ----------------- | ----------------- | ----------------- | -------------------------------------- |
| Бланка Влашић   | Скок увис    | 2,08         | 1,92 КВ       | 1/26 Архивирано на веб-сајту (9. јун 2012)  | 2,03 =РЕП, ЕРС    | 2,03 =РЕП, ЕРС    |                   | Архивирано на веб-сајту (12. јун 2012) |
| Ана Шимић       | Скок увис    |              | 1,83          | 22/26                                       | Није се пласирала | Није се пласирала | Није се пласирала | Архивирано на веб-сајту (9. јун 2012)  |
| Сандра Перковић | Бацање диска | 66,85        | 57,70 кв.     | 10/23 Архивирано на веб-сајту (6. јун 2012) | 64,67             | 64,67             |                   | Архивирано на веб-сајту (6. јун 2012)  |
| Вера Бегић      | Бацање диска | 61,52        | 55,04         | 16/23                                       | Није се пласирала | Није се пласирала | Није се пласирала | Архивирано на веб-сајту (6. јун 2012)  |